# タアオ・ペングリス
タアオ・ペングリス（Thaao Penghlis、1945年12月15日 - ）は、オーストラリアの俳優。

## 出演作品
- 真夜中の記憶（スピロス・ランブロ役）
- 戦慄のメモリー
- 新スパイ大作戦/黄金の蛇（ニコラス・ブラック役）
- 新スパイ大作戦（ニコラス・ブラック役）
- ロマンシング・クイーン（アルバート役）
- H.E.L.P./パターソン教授の地球防衛作戦とは?
- アルタード・ステーツ/未知への挑戦（エドゥアルド・エチェヴェリア役）
- ふたりでスロー・ダンスを（クリストファー役）